# 169 км (Кемеровская область)
169 км — разъезд в Ленинск-Кузнецком районе Кемеровской области. Входит в состав Драченинского сельского поселения.

## География
Разъезд находится на железнодорожной линии Юрга — Таштагол. Центральная часть населённого пункта расположена на высоте 237 м над уровнем моря.

## Население
| 2010 |
| ---- |
| 2    |

### Половой состав
По данным Всероссийской переписи населения 2010 года, в Разъезде 169 км проживало 2 человека (1 мужчина, 1 женщина).

## Инфраструктура
Путевое хозяйство разъезда.